# محمد غازي (لاعب كرة قدم سعودي)
محمد غازي الحربي هو لاعب كرة قدم سعودي.

## مسيرة اللاعب
لعب في الفئات السنية في نادي التعاون و لعب بعدها مع نادي الأنصار ونادي التقدم.